# Divock Origi
Divock Okoth Origi (Oostende, 1995. április 18. –) belga válogatott labdarúgó, az AC Milan játékosa, de kölcsönben a Nottingham Forest csapatában szerepel. Posztját tekintve csatár.

## Pályafutás

### Korai karrier
A Genk akadémiáján kezdte meg pályafutását, de hamar felfigyelt rá a Lille csapata és 2010-ben leigazolták akadémiájukra.

### Lille
2013. január 24-én mutatkozhatott be a felnőtt csapatban. Biztató klubteljesítményének köszönhetően behívták a válogatottba, ahol a világbajnokságon kiugró teljesítményével több csapat figyelmét is felkeltette. Köztük a Liverpool alakulatáét is.

### Liverpool
2014. július 29-én jelentette be az angol egyesület, hogy 10 millió£ körüli összegért leigazolták és 5 éves szerződést írtak alá vele. De azonnal visszaadták kölcsönbe előző csapatának a Lille-nek egy szezonra.

#### Lillekölcsön
Jól kezdte meg kölcsön szereplését, hiszen már az első mérkőzésén betalált büntetőből a Caen ellen. Azonban a szezon hátralévő része nem sikerült a legjobban számára és a klubjának sem. Rosszul szerepeltek a bajnokságban, hamar kiestek az Európa Ligából, eközben pedig Origi is rossz formában volt.

#### Visszatérés aLiverpoolba
2015. szeptember 12-én mutatkozhatott be Danny Ings-et felváltva az utolsó tizenhat percre az ősi rivális Manchester United ellen. Első liverpooli találatát pedig a Southampton ellen szerezte a ligakupában, ahol mesterhármast sikerült szereznie. Majd tizenegy nappal később Dejan Lovrent váltva a 79. percben megszerezte az első ligatalálatát is a West Bromwich Albion ellen, az Anfielden. Eredményes szezon volt ez számára, hiszen több gólt is tudott szerezni, valamint volt, hogy első számú csatárnak számított a csapatnál.

### AC Milan
2022. július 5-én az AC Milan jelentett be, hogy ingyen szerződtették 2026 nyaráig.

## Statisztika

### Klub
(2019. június 17. szerint)
| Klub             | Szezon            | Bajnokság        | Bajnokság | Bajnokság | Nemzeti Kupa | Nemzeti Kupa | Liga Kupa  | Liga Kupa | UEFA     | UEFA  | Összesen | Összesen |
| Klub             | Szezon            | Bajnokság        | Mérkőzés  | Gólok     | Mérkőzés     | Gólok        | Mérkőzések | Gólok     | Mérkőzés | Gólok | Mérkőzés | Gólok    |
| ---------------- | ----------------- | ---------------- | --------- | --------- | ------------ | ------------ | ---------- | --------- | -------- | ----- | -------- | -------- |
| Lille B          | 2012–13           | CFA              | 11        | 2         | —            | —            | —          | —         | —        | —     | 11       | 2        |
| Lille            | 2012–13           | Ligue 1          | 10        | 1         | 0            | 0            | 0          | 0         | 0        | 0     | 10       | 1        |
| Lille            | 2013–14           | Ligue 1          | 30        | 5         | 4            | 1            | 1          | 0         | —        | —     | 35       | 6        |
| Lille            | 2014-15 (kölcsön) | Ligue 1          | 33        | 8         | 1            | 0            | 2          | 0         | 8        | 1     | 44       | 9        |
| Lille            | Összesen          | Összesen         | 73        | 14        | 5            | 1            | 3          | 0         | 8        | 1     | 89       | 16       |
| Liverpool        | 2015-16           | Premier League   | 16        | 5         | 1            | 0            | 4          | 3         | 12       | 2     | 33       | 10       |
| Liverpool        | 2016-17           | Premier League   | 34        | 7         | 3            | 1            | 6          | 3         | —        | —     | 43       | 11       |
| Liverpool        | 2017-18           | Premier League   | 1         | 0         | —            | —            | —          | —         | 0        | 0     | 1        | 0        |
| Liverpool        | 2018-19           | Premier League   | 12        | 3         | 1            | 1            | 0          | 0         | 8        | 3     | 21       | 7        |
| Liverpool        | 2019-20           | Premier League   | 22        | 3         | 3            | 0            | 1          | 2         | 6        | 0     | 32       | 5        |
| Liverpool        | Összesen          | Összesen         | 85        | 18        | 8            | 2            | 11         | 8         | 26       | 5     | 130      | 33       |
| Wolfsburg        | 2017-18 (kölcsön) | Bundesliga       | 31        | 6         | 3            | 0            | —          | —         | 0        | 0     | 34       | 6        |
| Karrier összesen | Karrier összesen  | Karrier összesen | 200       | 40        | 16           | 3            | 14         | 8         | 34       | 6     | 264      | 57       |

### A válogatottban
(2020. június 17. szerint)
| Nemzet  | Szezon   | Mérkőzés | Gól |
| ------- | -------- | -------- | --- |
| Belgium | 2014     | 13       | 3   |
| Belgium | 2015     | 4        | 0   |
| Belgium | 2016     | 6        | 0   |
| Belgium | 2017     | 2        | 0   |
| Belgium | 2018     | 1        | 0   |
| Belgium | 2019     | 2        | 0   |
| Belgium | 2020     | 0        | 0   |
| Belgium | Összesen | 28       | 3   |

### Góljai a válogatottban
(2020. június 17. szerint)
|    | Időpont            | Helyszín                                      | Ellenfél    | Gólok | Eredmény | Kiírás                                          |
| -- | ------------------ | --------------------------------------------- | ----------- | ----- | -------- | ----------------------------------------------- |
| 1. | 2014. június 22.   | Estádio do Maracanã, Rio de Janeiro, Brazília | Oroszország | 1–0   | 1–0      | 2014-es labdarúgó-világbajnokság                |
| 2. | 2014. október 10.  | Baldvin király Stadion, Brüsszel, Belgium     | Andorra     | 4–0   | 6–0      | 2016-os labdarúgó-Európa-bajnokság kvalifikáció |
| 3. | 2014. november 12. | Baldvin király Stadion, Brüsszel, Belgium     | Izland      | 2–1   | 3–1      | Barátságos                                      |